# Filippo Azzaiolo
Filippo Azzaiolo (Bologne, entre 1530 et 1540 – après 1570) est un compositeur italien.

## Biographie
On connaît très peu de choses sur sa biographie. Cependant, à partir de 1557, il a été actif comme chanteur dans sa ville natale, où il a vécu toute sa vie.
À son époque, dans le nord de l'Italie, étaient en vogue les Villotte, chants polyphoniques populaires à trois ou quatre voix égales ou mixtes, au caractère dansant, dont l'origine se situe dans la région de Venise. Azzaiolo a laissé trois volumes de ces pièces, Le Villotte del Fiore, parus entre 1560 et 1570. Seul le troisième volume porte le nom d'Azzaiolo.
Azzaiolo était célèbre en son temps pour la fraîcheur de ses compositions et par leur large diffusion, en particulier dans le nord de l'Italie.
La pièce Chi passa per 'sta strada a été adaptée par le compositeur anglais William Byrd.

## Œuvres
- Al dì, dolce ben mio
- Chi passa per'sta strada
- Come t'aggio lasciato, o vita mia
- Dall'orto se ne vien
- Gentil madonna
- Gia cantai allegramente
- La manza mia si chiama
- O spazzacamin
- Occhio non fu
- Quando la sera
- Sentomi la formicula